# Out of This World (альбом Europe)
Out of This World — четвёртый студийный альбом шведской рок-группы Europe. Содержит один из самых больших хитов группы Superstitious.

## Об альбоме
Альбом имел большой коммерческий успех, в США было продано более миллиона экземпляров.
По мнению критика из Allmusic, с одного взгляда на названия некоторых песен становится ясно, что альбом содержит множество сюрпризов. Группа показывает завидное мастерство исполнения глэм-метала. Вокалист Джоуи Темпест максимально выкладывается в исполнении песен, радуя поклонников группы новым материалом.

## Список композиций
| №   | Название                  | Автор(ы)                                                   | Длительность |
| --- | ------------------------- | ---------------------------------------------------------- | ------------ |
| 1.  | «Superstitious»           | Темпест                                                    | 4:35         |
| 2.  | «Let the Good Times Rock» | Темпест                                                    | 4:04         |
| 3.  | «Open Your Heart»         | Темпест                                                    | 4:04         |
| 4.  | «More Than Meets the Eye» | Темпест (музыка/слова), Ки Марселло и Мик Микаэли (музыка) | 3:20         |
| 5.  | «Coast to Coast»          | Темпест (музыка/слова), Марселло и Микаэли (музыка)        | 4:00         |
| 6.  | «Ready or Not»            | Темпест                                                    | 4:05         |
| 7.  | «Sign of the Times»       | Темпест                                                    | 4:15         |
| 8.  | «Just the Beginning»      | Марселло (музыка/слова), Темпест (слова)                   | 4:32         |
| 9.  | «Never Say Die»           | Темпест                                                    | 4:00         |
| 10. | «Lights and Shadows»      | Темпест                                                    | 4:04         |
| 11. | «Tower's Callin'»         | Темпест                                                    | 3:48         |
| 12. | «Tomorrow»                | Темпест                                                    | 3:04         |

## Участники записи
- Джоуи Темпест — вокал, клавишные
- Ки Марселло — гитара, бэк-вокал
- Джон Левен  — бас-гитара
- Мик Микаэли — клавишные, бэк-вокал
- Ян Хоглунд — ударные, бэк-вокал

## Позиции в чартах
| Год  | Страна         | Позиция |
| ---- | -------------- | ------- |
| 1988 | Швеция         | 1       |
| 1988 | Норвегия       | 1       |
| 1988 | Швейцария      | 3       |
| 1988 | Великобритания | 12      |
| 1988 | Австрия        | 16      |
| 1988 | США            | 19      |
| 1988 | Франция        | 19      |
| 1988 | Австралия      | 28      |
| 1988 | Нидерланды     | 7       |

## Сертификации
| Страна    | Сертификация  |
| --------- | ------------- |
| США       | Платиновый    |
| Канада    | 2× Платиновый |
| Швейцария | Золотой       |
| Швеция    | Платиновый    |

## Комментарии
1. ↑  Альбом стал платиновым в США[2], а по критериям оценки альбомов компанией RIAA, альбом получает статус платинового после продажи миллиона экземпляров[3].